# Erna Flegel
Erna Flegel (Kiel, 11 de julio de 1911-Mölln, 16 de febrero de 2006) fue una enfermera alemana. A finales de abril de 1945 trabajó en la estación de urgencias de la cancillería del Reich en Berlín. Fue capturada por el Ejército Rojo durante el 2 de mayo de 1945, mientras ocupaba su puesto en la enfermería temporal.

## Biografía
Desde enero de 1943 hasta el final de la Segunda Guerra Mundial, así como durante la Batalla de Berlín, Flegel sirvió como enfermera para el séquito de Hitler. Trabajó junto a uno de los médicos de Hitler, Werner Haase, como enfermera en el Hospital de la Universidad Humboldt de Berlín y fue transferida a la Cancillería del Reich a fines de abril de 1945. Trabajaba en una estación de emergencia ubicada en el gran sótano de la Cancillería del Reich, sobre el Vorbunker y el Führerbunker.
Durante su tiempo en el Führerbunker se hizo amiga de Magda Goebbels y, a veces, actuó como niñera de los niños de Goebbels hasta que sus padres los asesinaron. Una vez conoció a Hitler cuando él quiso agradecerle a ella, a Haase y al médico Ernst-Günther Schenck por sus servicios médicos de emergencia para los soldados y civiles alemanes heridos.
A partir de entonces, Flegel volvió a trabajar en la estación de urgencias. Permaneció allí junto con Haase, Helmut Kunz y una compañera de enfermería, Liselotte Chervinska, hasta que el Ejército Rojo soviético los tomó prisioneros el 2 de mayo. Flegel fue liberada rápidamente y declaró que las tropas soviéticas la trataron bien. Se quedó en el complejo del búnker otros seis a diez días antes de irse. Posteriormente fue interrogada por los estadounidenses en noviembre de 1945 y luego vivió en el anonimato hasta 1977, cuando se desclasificaron documentos que incluían su interrogatorio. Más tarde, los medios de comunicación la localizaron en su residencia, un hogar de ancianos en Alemania. Murió en Mölln en 2006, a los 94 años. Fue interpretada en la película alemana de 2004 Der Untergang (La Caída) de Liza Boyarskaya.